# Edward Fairfax
Pour les articles homonymes, voir Fairfax.
Edward Fairfax (1580? - 1635), poète anglais, vivait à la fin du XVIe siècle et mourut en 1635. Il est auteur d'une traduction estimée de la Jérusalem délivrée, publiée en 1600 sous le titre de Godefroy de Bouillon.